# Montbrison
Montbrison is een gemeente in het Franse departement Loire (regio Auvergne-Rhône-Alpes) en telde op 1 januari 2022 16.098 inwoners, inclusief Moingt, dat sinds 1973 met Montbrison is 'geassocieerd'. De plaats is de onderprefectuur van het arrondissement Montbrison.

## Geschiedenis

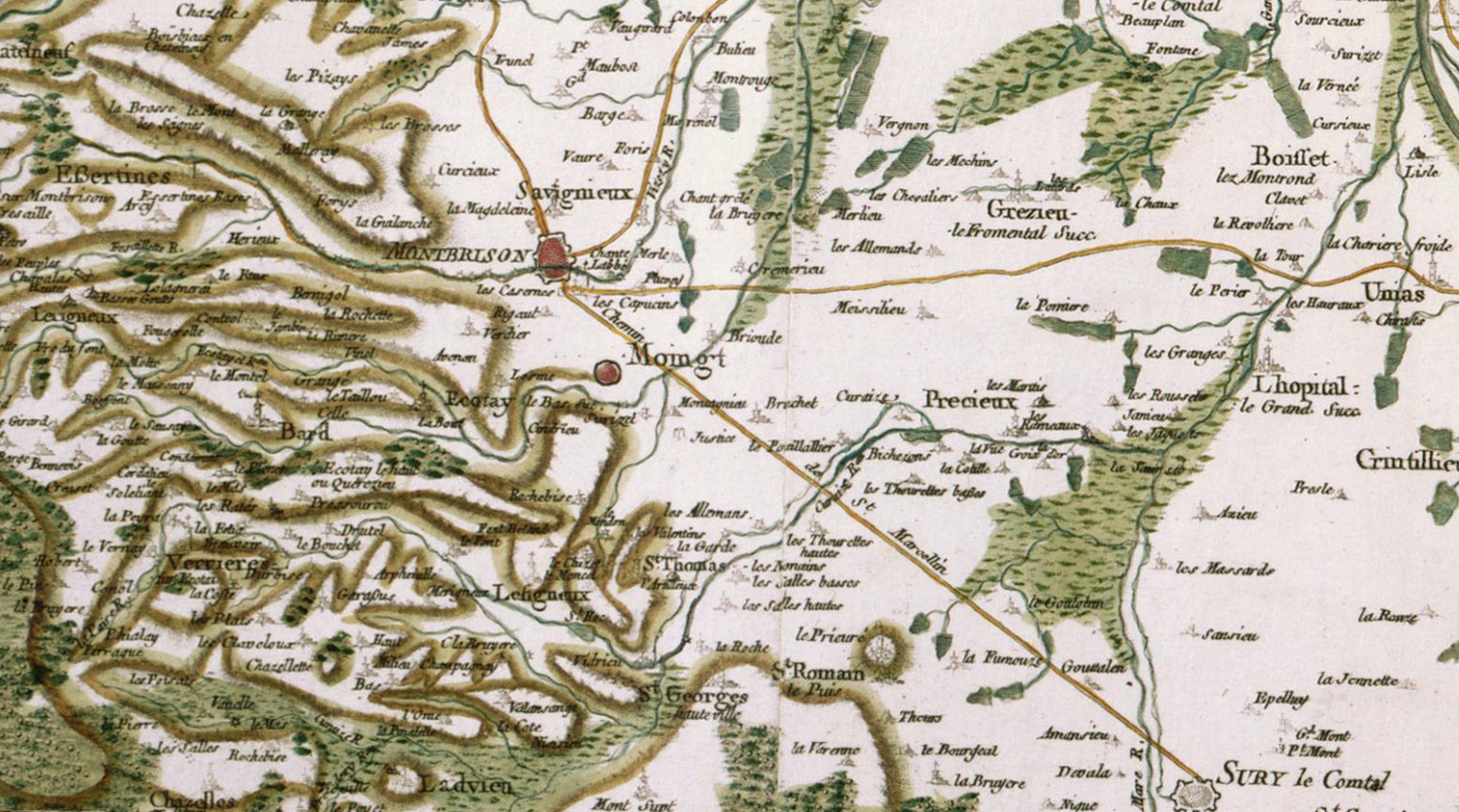
Montbrison en Moingt op de Cassinikaart (18e eeuw)

### Moingt
In de Gallo-Romeinse periode lag hier de stad Aquae Segetae, die beschikt over een theater ingegraven in een heuvel en thermen. In de stad waren er twee bronnen met mineraalrijk water en de plaats was waarschijnlijk een cultusplaats in het zuiden van het gebied van de Segusiavi voor de godheid Segeta. De stad werd in de loop van de derde eeuw verlaten en de stenen gebouwen werden in de volgende eeuwen geplunderd als steengroeve. In de vroege middeleeuwen, ten laatste aan het begin van de achtste eeuw, werd er een kerk gewijd aan de heilige Julianus gebouwd op de plaats van de Romeinse nederzetting. Deze primitieve kerk van deze nederzetting met de naam Moingt werd vervangen door een karolingische kerk en later door een romaanse kerk. In 1096 werd Moingt een parochie. Moingt beschikte al vroeg over een eigen stadsmuur.

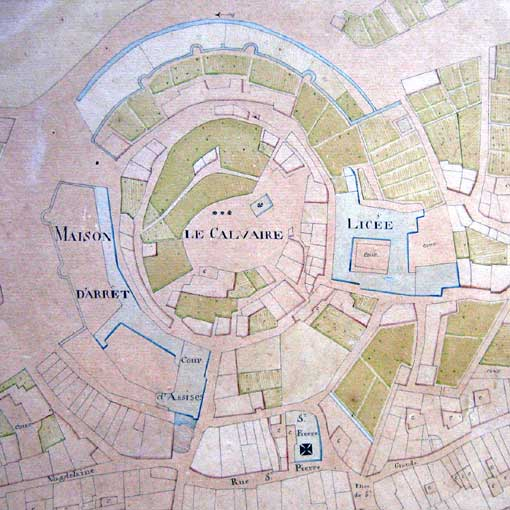
Colline du Calvaire (1815)

### Montbrison
Rond 1080 bouwden de graven van Forez meer noordelijk een kasteel op de heuvel Colline du Calvaire. Dit had een defensieve maar ook een administratieve functie. Binnen de omwalling lagen niet enkel een donjon maar ook een hospitaal en verschillende kapellen. Vanaf de twaalfde eeuw werd Montbrison de hoofdstad van Forez en de residentie van haar graven. In de dertiende eeuw kreeg het kasteel een tweede, grotere omwalling met daarin drie poorten: Porte de la Barrière in het westen, Porte de l'Archprêtre in het zuiden en Porte de Savigneux in het noorden. Graaf Guy IV van Forez stichtte ook de kapittelkerk Notre-Dame d'Espérance. Aan het begin van de veertiende eeuw installeerde de graaf zich in een nieuwe residentie naast de kapittelkerk. Maar in 1372, nadat het graafschap Forez verenigd werd met het hertogdom Bourbon, verloor Montbrison haar rol als hoofdstad. Bovendien verplaatste de handelsweg tussen de Languedoc en de jaarmarkten van Champagne zich. De Grand chemin de Forez die door Montbrison liep werd minder gebruikt en het verkeer verplaatste zich naar de Rhônevallei. Dit betekende het einde van de bloeitijd van de stad.
In de vijftiende eeuw werd een derde stadsmuur gebouwd om de stad te beschermen. Deze muur telde zeven poorten en 47 torens en lag op de plaats van de huidige boulevards rond de stad. Aan het begin van de Hugenotenoorlogen, in 1562, nam François de Beaumont, baron van Les Adrets de grotendeels katholieke stad in en plunderde het kasteel. Honderden inwoners, onder wie de verdedigers van het kasteel, werd vermoord tijdens het bloedbad van Montbrison. Twintig jaar later werd de donjon getroffen door de bliksem en vernield en enige tijd later werd het hele kasteel ontmanteld op bevel van koning Hendrik IV. De stenen dienden als bouwmateriaal voor de kloosters die zich in de loop van de zeventiende eeuw in de stad vestigden (ursulinen, visitandinnen).
Vanaf de negentiende eeuw werden de stadsmuren afgebroken. In 1856 verloor Montbrison haar statuut als prefectuur van Loire aan Saint-Étienne.

## Geografie
De oppervlakte van Montbrison bedroeg op 1 januari 2022 16,33 vierkante kilometer; de bevolkingsdichtheid was toen 985,8 inwoners per km².
De gemeente ligt tussen de vlakte van Forez en de Monts de Forez op dertig kilometer van Saint-Étienne. In het centrum van de gemeente ligt de basaltrots Colline du Calvaire (429 m). De Vizézy en de Moingt stromen door de gemeente. Ook loopt het Canal de Forez door de gemeente.
De onderstaande kaart toont de ligging van Montbrison met de belangrijkste infrastructuur en aangrenzende gemeenten.

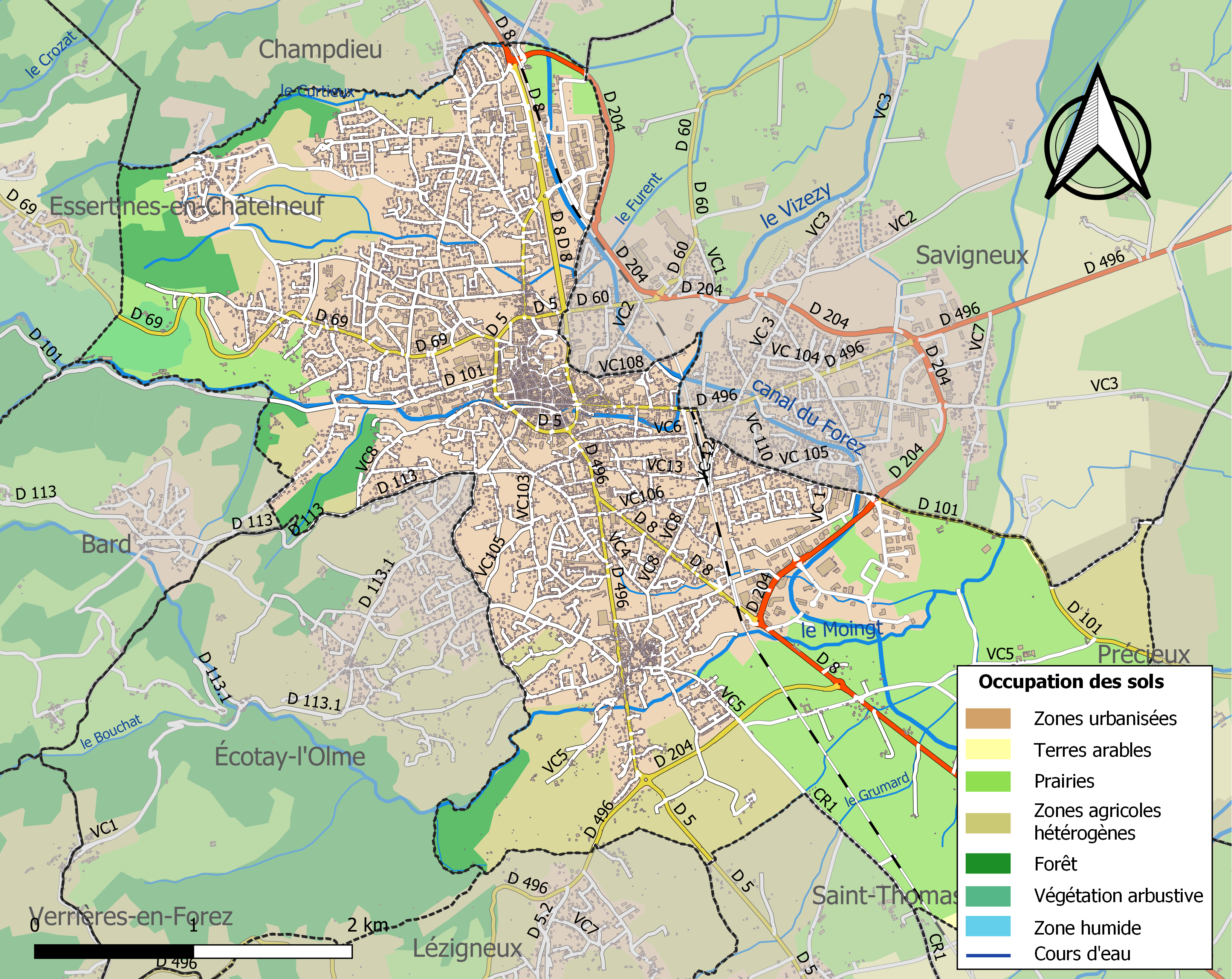

## Verkeer en vervoer

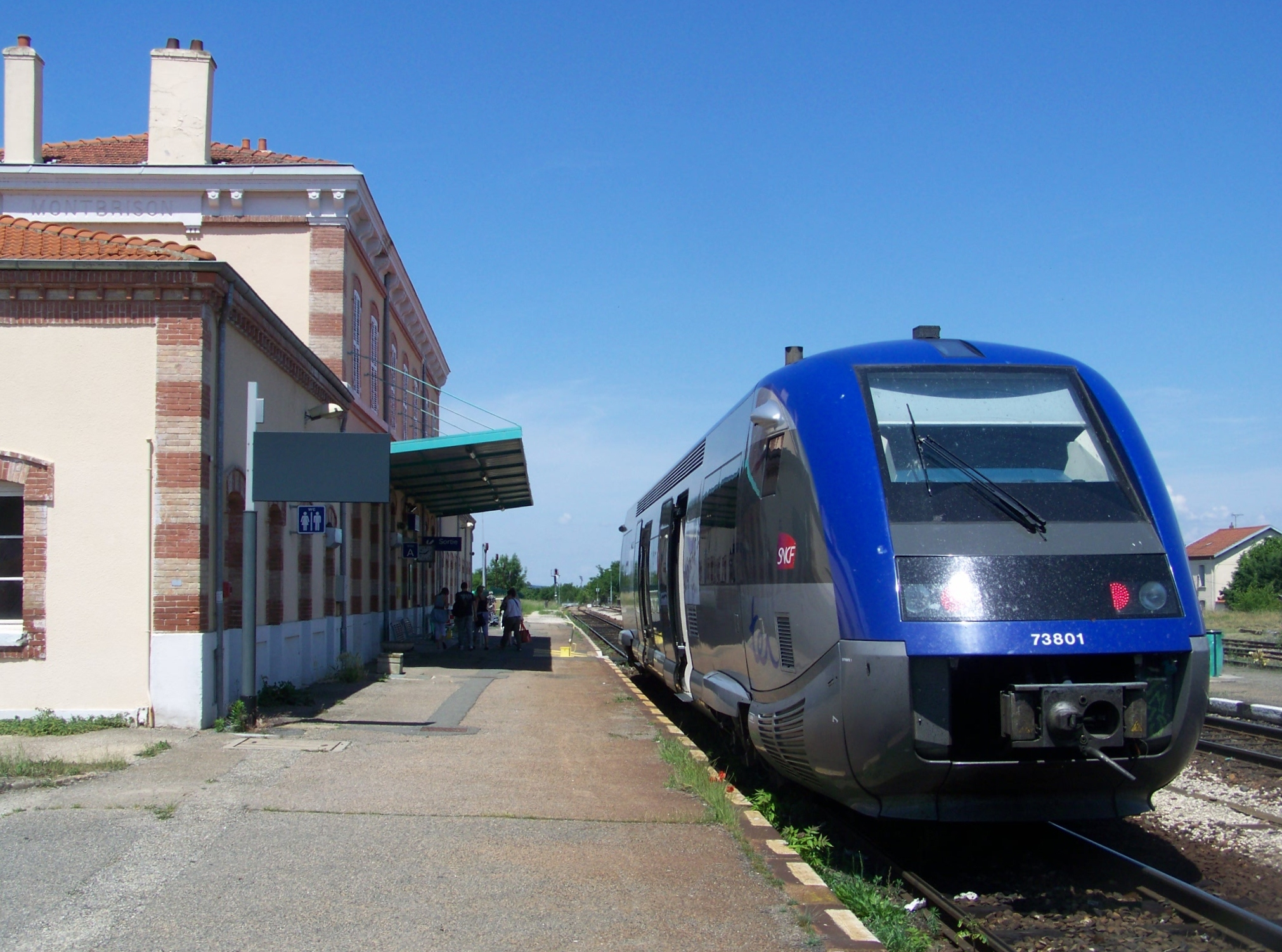
Station

In de gemeente ligt het spoorwegstation Montbrison op de lijn Saint-Étienne - Clermont-Ferrand.

## Demografie
Onderstaande figuur toont het verloop van het inwonertal (bron: INSEE-tellingen).

## Bezienswaardigheden
Het Musée archéologique de La Diana toont archeologische vondsten uit de oudheid en de middeleeuwen.

### Afbeeldingen

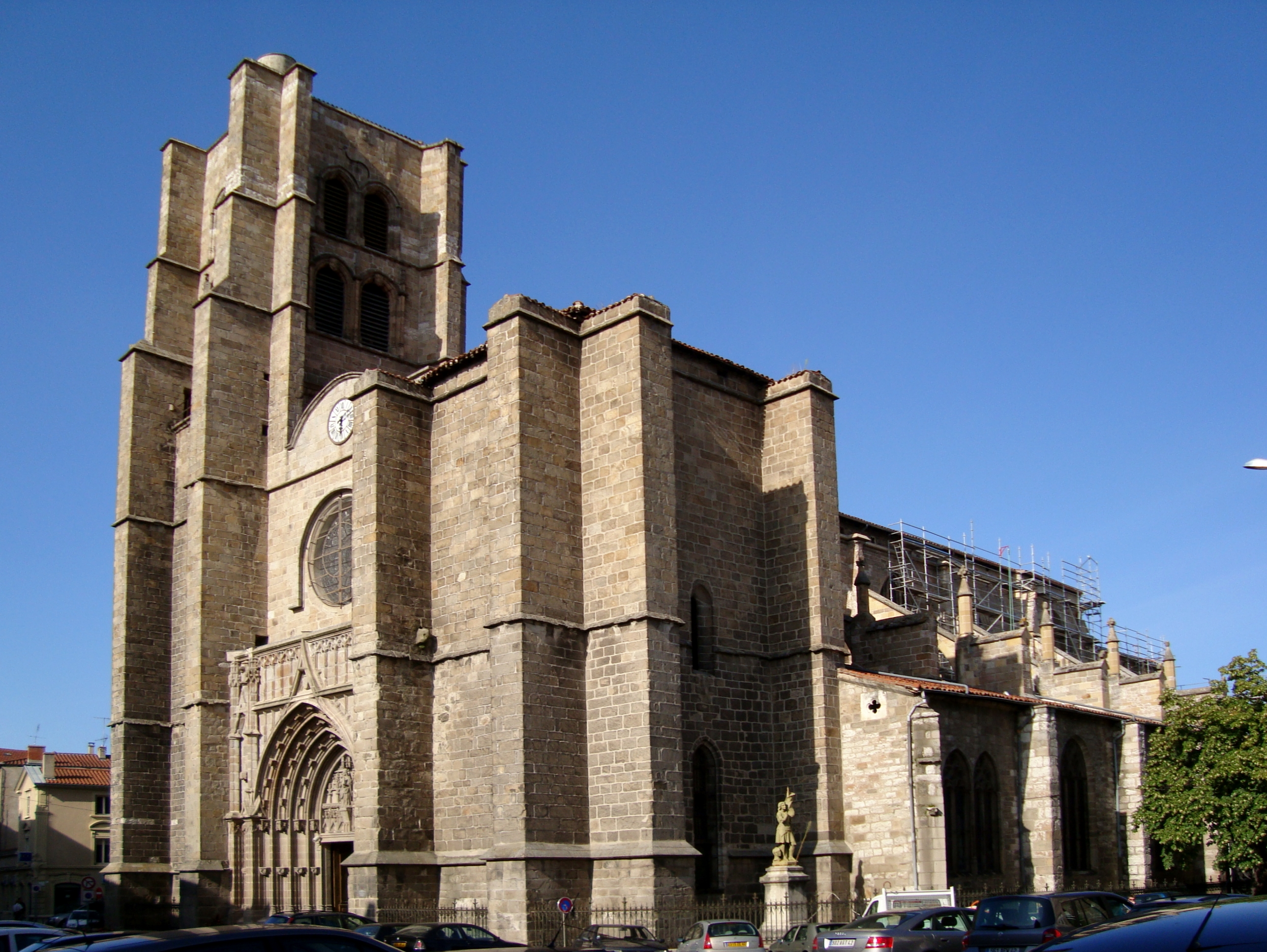
Collégiale Notre-Dame d'Espérance
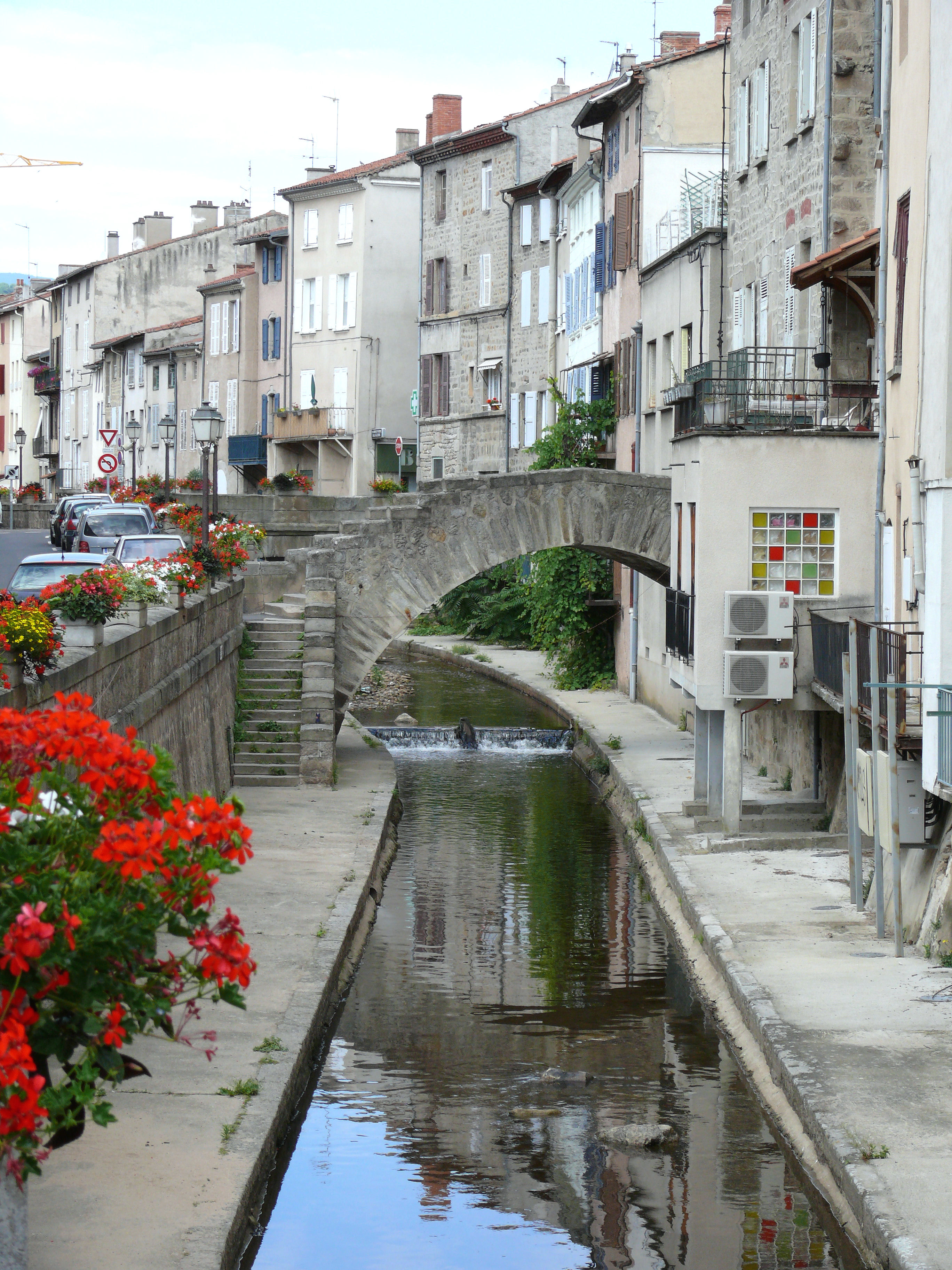
De Vizézy
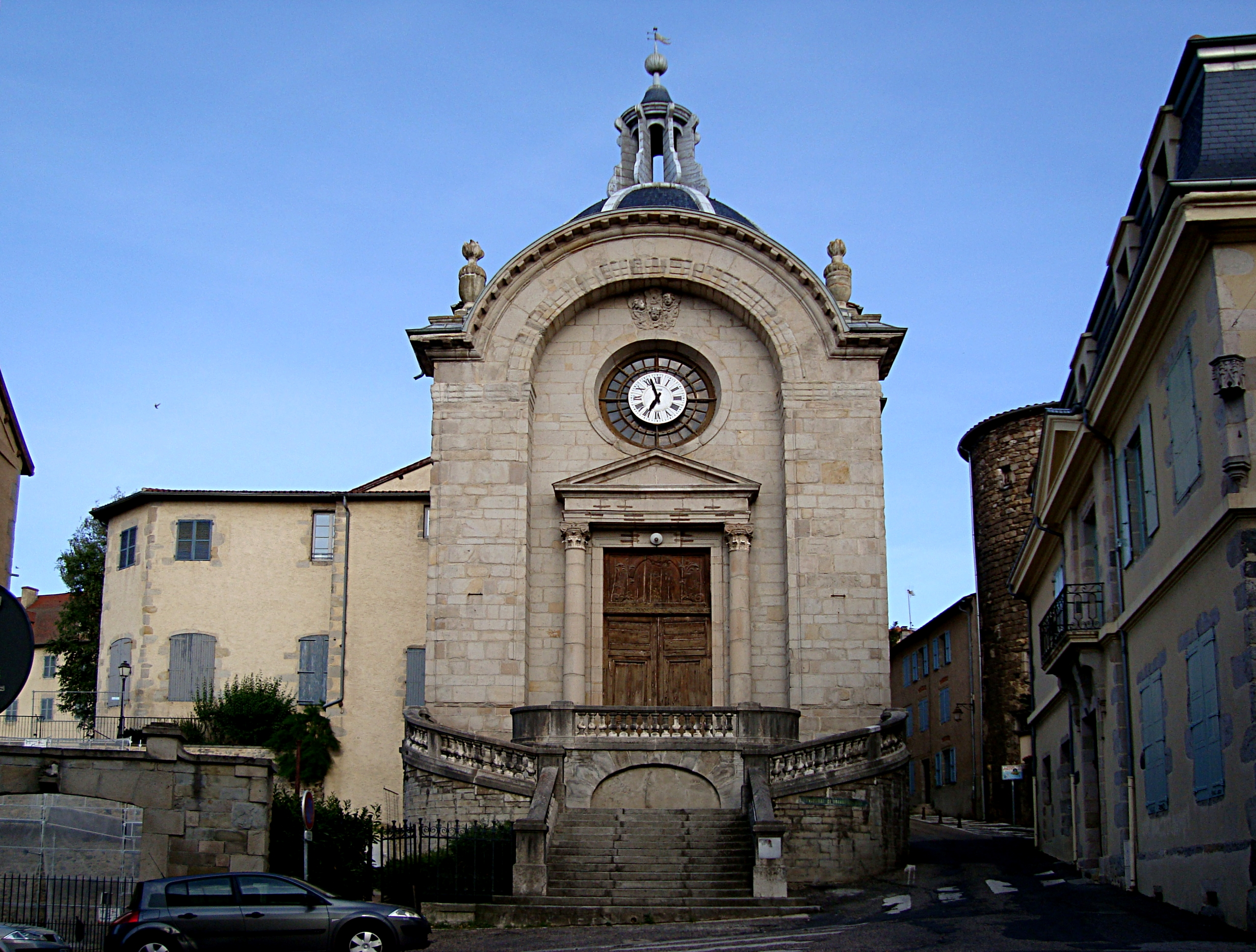
Gerechtsgebouw in het voormalig visitandinnenklooster
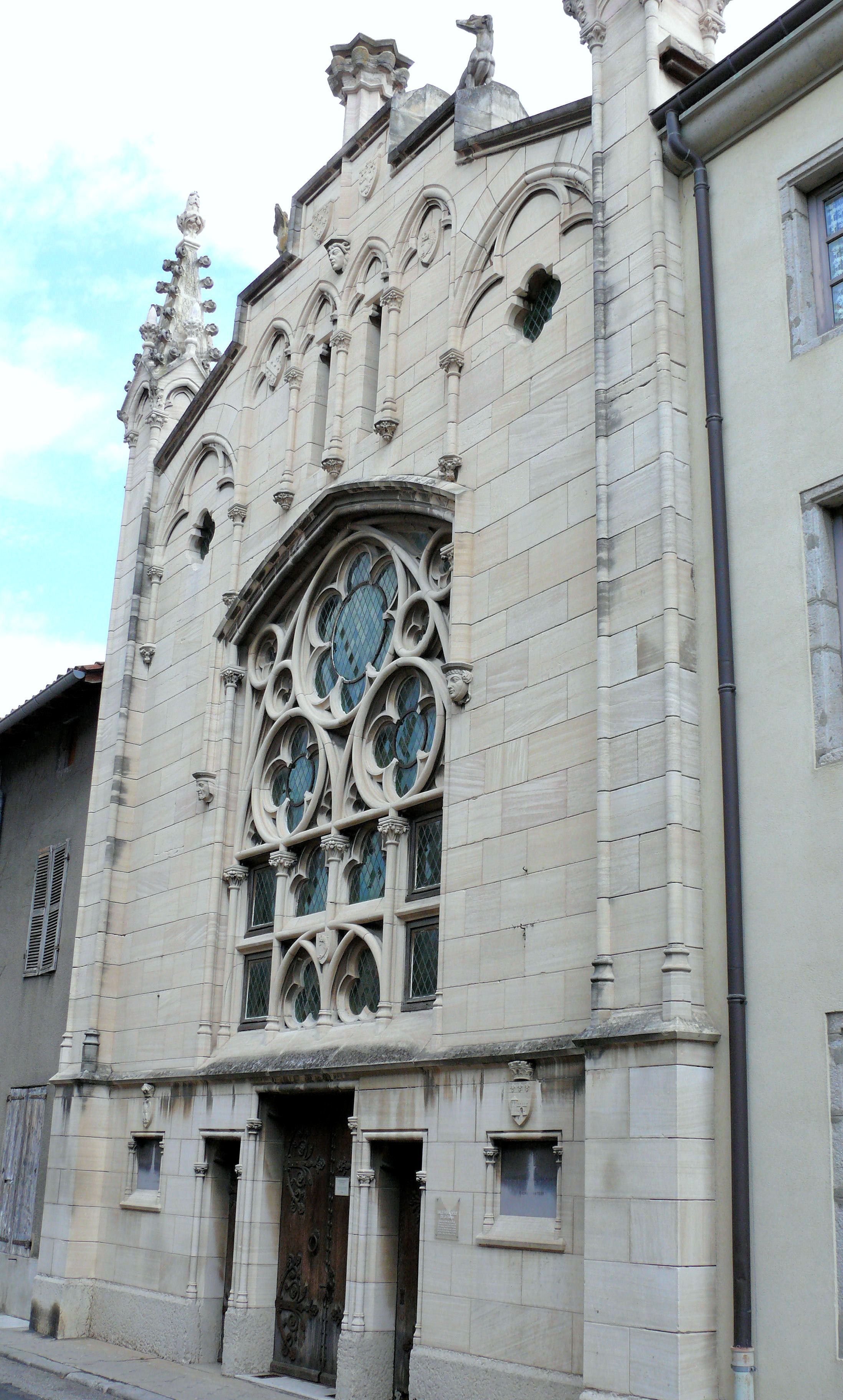
Salle de la Diana
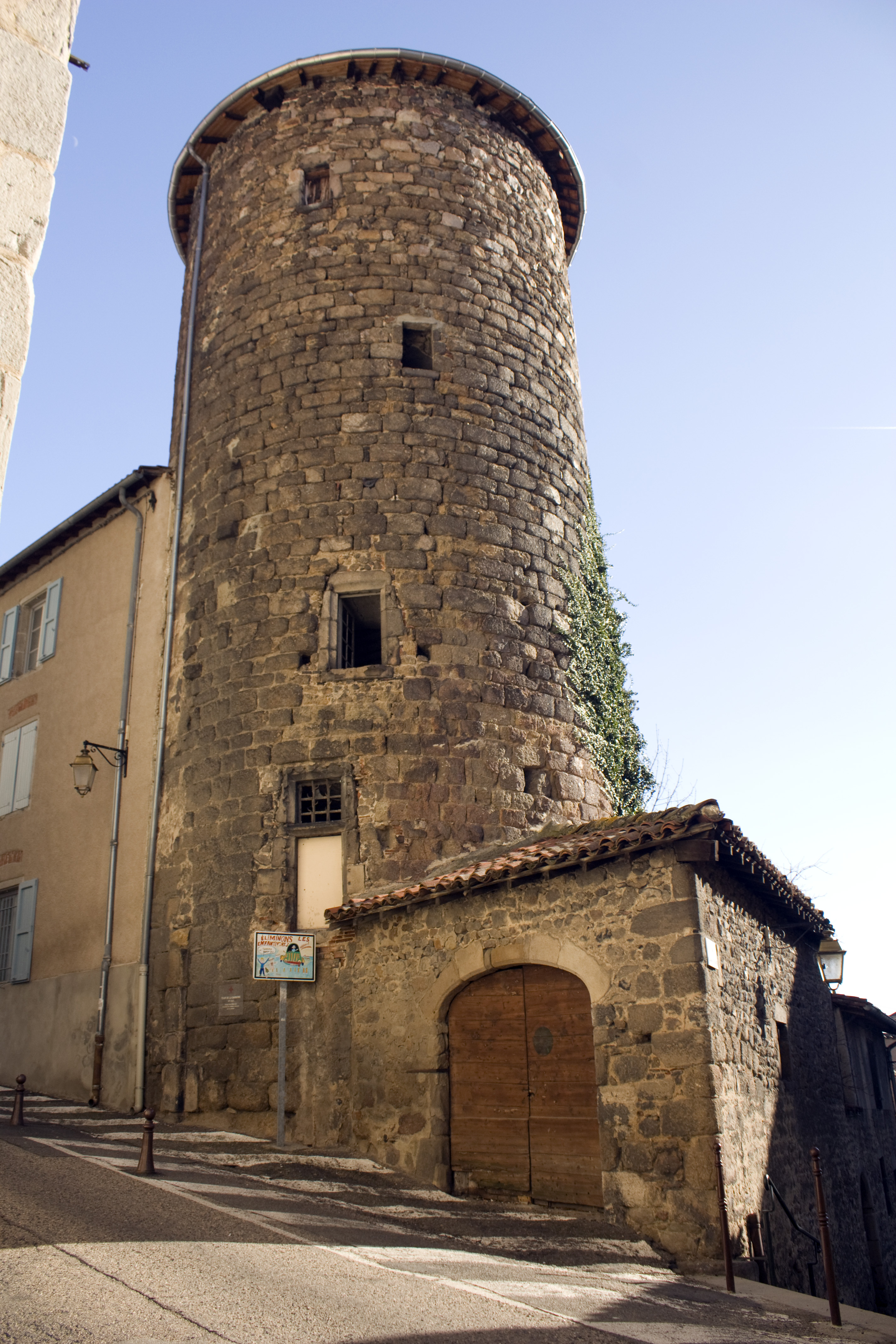
Tour de la Barrière
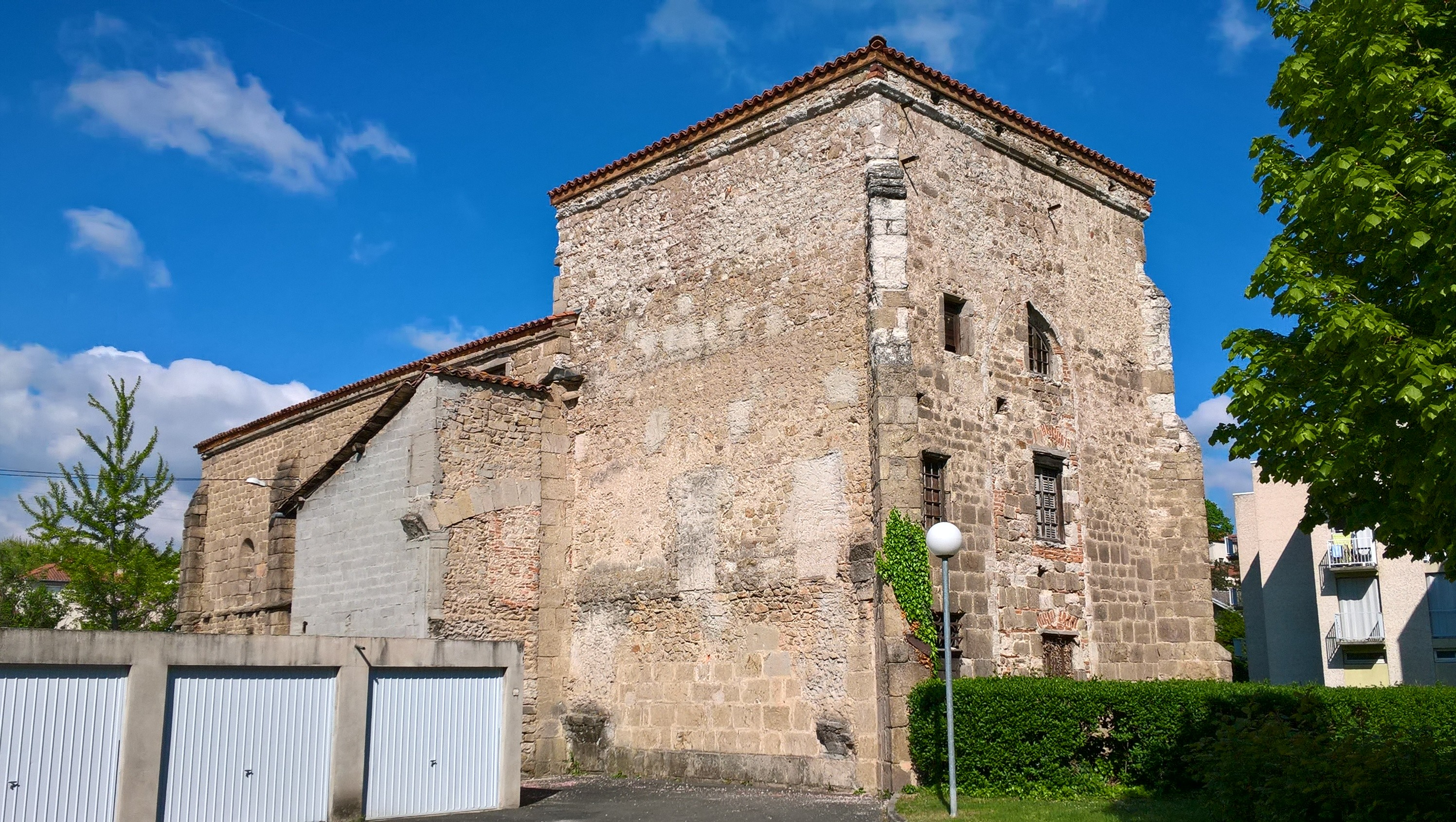
Commanderie de Saint-Jean-des-Prés
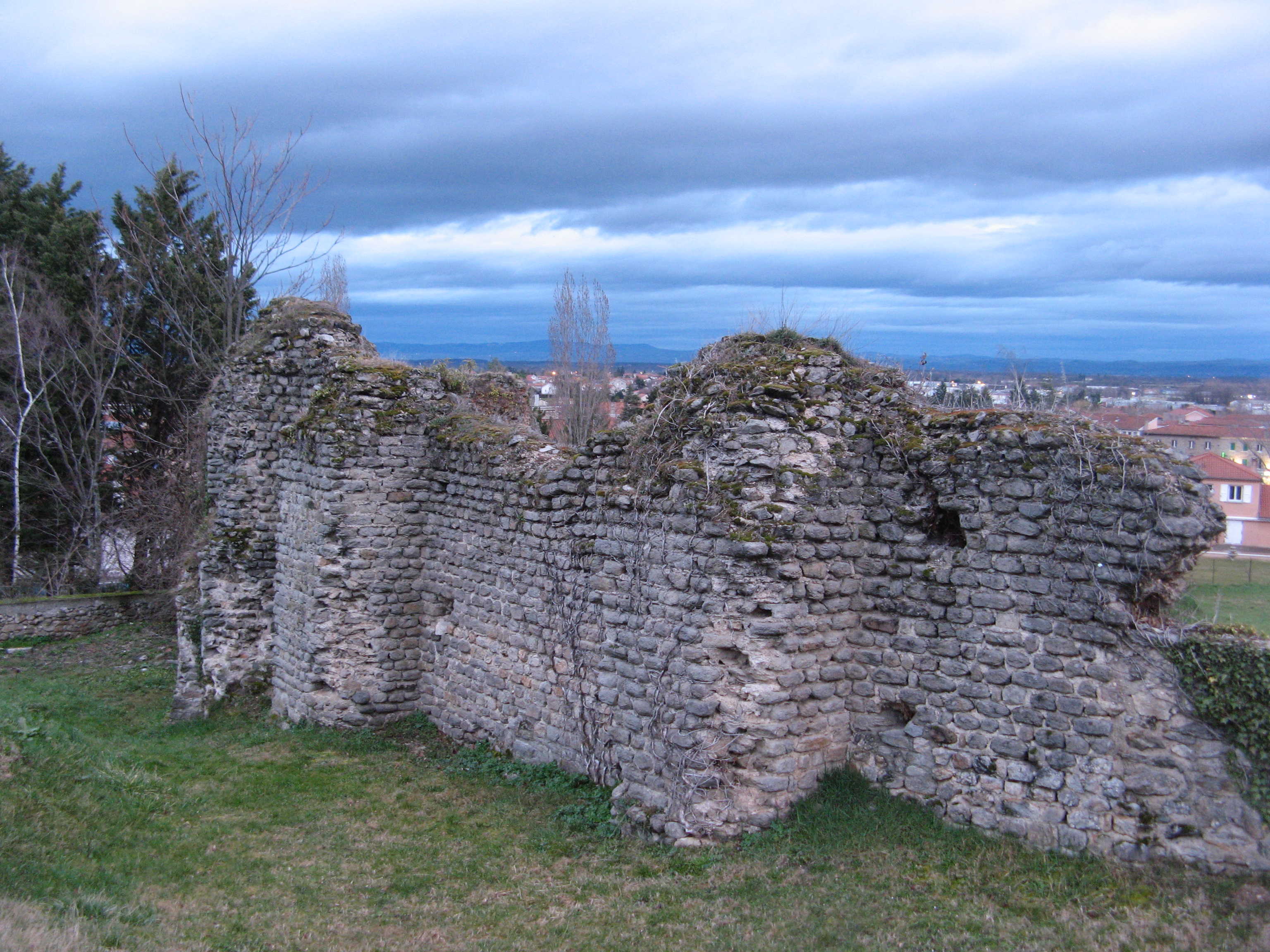
Romeins theater in Moingt
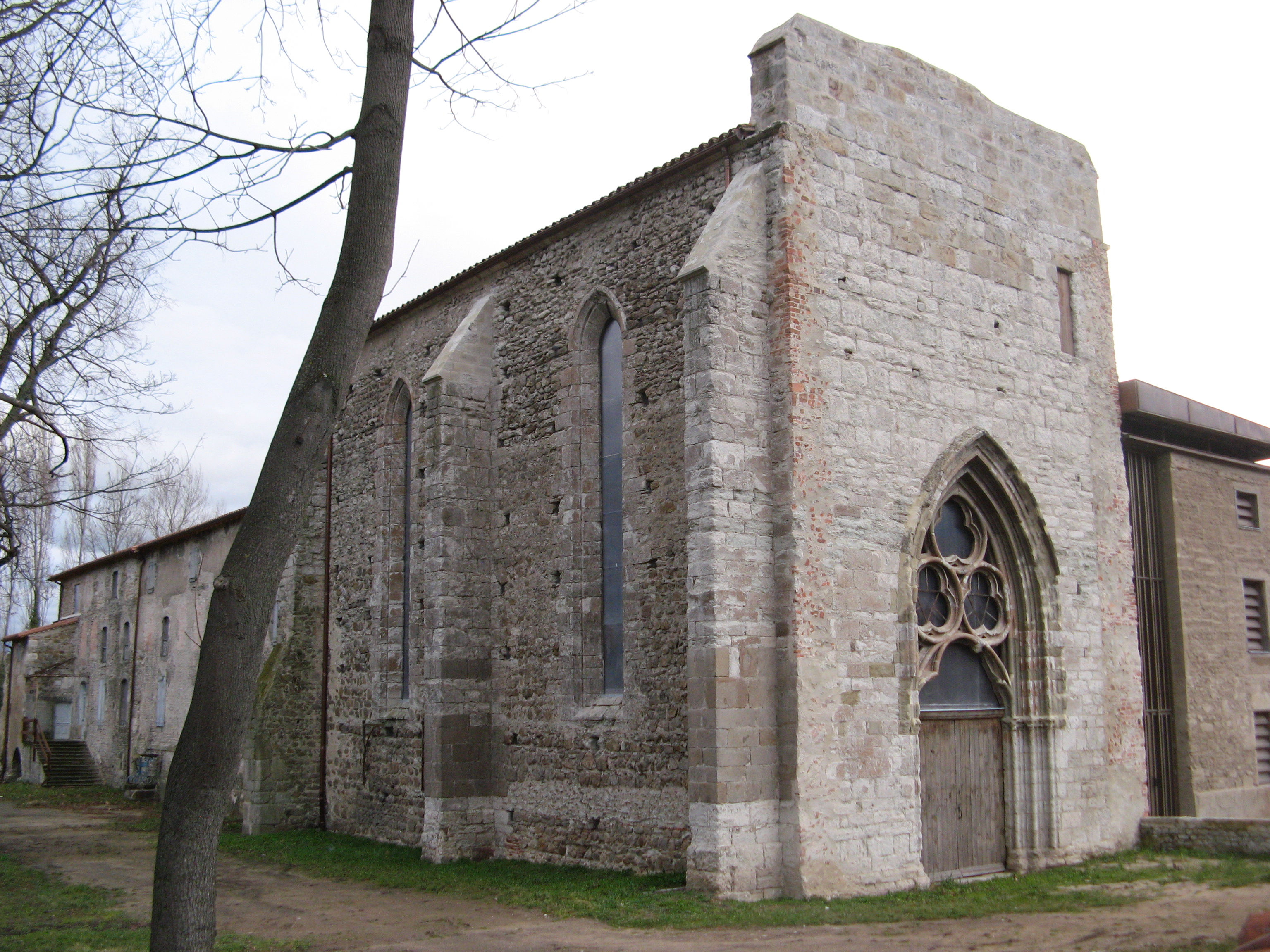
Chapelle Sainte-Eugénie in Moingt

## Geboren in Montbrison
- Victor de Laprade (1812–1882), dichter
- Pierre Boulez (1925-2016), componist en dirigent
- Muriel Robin (1955), comédienne en actrice
- Philippe Delaye (1975), voetballer
- Guillaume Cizeron (1994), kunstschaatser